# Animals (chanson de Martin Garrix)
Pour les articles homonymes, voir Animals.
Singles par Martin Garrix
Just Some Loops
(2013) Wizard
(2013)
Animals est une composition musicale instrumentale du producteur et DJ néerlandais Martin Garrix, extraite de son premier extended play, Gold Skies EP. Le titre est sorti en tant que 1er single de l'album le 1er juin 2013 en téléchargement numérique sur iTunes. Il est nommé dans la catégorie de plus jeune DJ à avoir atteint la première place des classements sur Beatport, engendre un succès immédiat avec sa chanson auprès du public, atteint le top dix dans une dizaine de pays, et se classe à la première place au Royaume-Uni, et en Belgique. Au Royaume-Uni, elle devient la première chanson instrumentale la mieux classée du UK Singles Chart depuis le titre Flat Beat de M. Oizo en avril 1999. Il atteint également la 40e place du Billboard Hot 100 aux États-Unis, et le classement Hot Dance Club Songs.
Après une bataille juridique avec Spinnin' Records ayant démarrée en 2015, les droits du single sont transférés à son propre label, STMPD RCRDS, début 2023.

## Développement
Avant parution, la composition musicale se popularise après avoir été jouée anonymement ; de nombreuses rumeurs circulent sur son compositeur depuis la mise en ligne d'un vidéo clip intitulé Animals (teaser) par le label néerlandais Spinnin' Records. Les rumeurs s'intensifient après la mise en ligne d'une vidéo créée par logiciel Vine présentant Agnès du film Moi, moche et méchant,. La chanson est, à plusieurs reprises, attribuée à d'autres groupes et artistes comme Hardwell, GTA, Sidney Samson, et Bassjackers, avant que l'identité du compositeur ne soit révélée.
Selon Martin Garrix, la mélodie s'inspire d'une musique jamais commercialisée et parue deux ans avant, avec un son rythmé « impitoyablement minimaliste » (le drop), qui reprend un échantillon du titre What Is It de Busta Rhymes. Animals est lancé à 128 BPM. Animals est sorti le 17 juin 2013 sur YouTube et dépasse le milliard de vues quatre ans plus tard.

## Performance
Animals est très bien accueillie lors de festivals comme Tomorrowland, qui se déroule en été 2013. Il se classe à la première place des ventes sur Beatport. En novembre, le single se classe à la première place du Official Singles Chart.

## Liste des formats et éditions
| 1. | Animals (Radio Edit)   | 2:56 |
| 2. | Animals (Original Mix) | 5:04 |

| 1. | Animals (Radio Edit)   | 2:56 |
| 2. | Animals (Original Mix) | 5:04 |

| 1. | Animals (Radio Edit)                                      | 2:44 |
| 2. | Animals (Grum Remix)                                      | 6:37 |
| 3. | Animals (Victor Niglio & Martin Garrix Festival Trap Mix) | 3:18 |
| 4. | Animals (Isaac Remix)                                     | 4:15 |

| 1. | Animals (Issac Remix)                         | 4:16 |
| 2. | Animals (Issac Remix Edit)                    | 3:27 |
| 3. | Animals (Victor Niglio & Martin Garrix Remix) | 3:18 |
| 4. | Animals (Grum Remix)                          | 6:37 |
| 5. | Animals (Grum Remix)                          | 6:39 |

| 1. | Animals (Oliver Heldens Remix) | 4:22 |
| 2. | Animals (Jay Ronko Remix)      | 4:13 |

## Classement hebdomadaire
| Classement (2013)                       | Meilleure position |
| --------------------------------------- | ------------------ |
| Pays-Bas (Nederlandse Top 40)           | 3                  |
| Autriche (Ö3 Austria Top 40)            | 6                  |
| Belgique (Flandre Ultratop 50 Airplay)  | 12                 |
| Belgique (Flandre Ultratop 50 Dance)    | 1                  |
| Belgique (Flandre Ultratop 50 Singles)  | 1                  |
| Belgique (Wallonie Ultratop 50 Airplay) | 2                  |
| Belgique (Wallonie Ultratop 50 Dance)   | 1                  |
| Belgique (Wallonie Ultratop 50 Singles) | 1                  |
| France (SNEP)                           | 2                  |
| Allemagne (Media Control AG)            | 4                  |
| Nouvelle-Zélande (RMNZ)                 | 10                 |
| Suède (Sverigetopplistan)               | 4                  |
| Suisse (Schweizer Hitparade)            | 2                  |
| Royaume-Uni (UK Singles Chart)          | 1                  |
| États-Unis (Hot 100)                    | 21                 |
| États-Unis (Dance Club Songs)           | 1                  |
| États-Unis (Pop Airplay)                | 12                 |
| Finlande (Suomen virallinen lista)      | 2                  |
| Norvège (VG-lista)                      | 12                 |
| Danemark (Tracklisten)                  | 12                 |
| Italie (FIMI)                           | 14                 |
| Espagne (PROMUSICAE)                    | 6                  |
| Australie (ARIA)                        | 29                 |
| Canada (Hot 100)                        | 40                 |

### Certifications
| Pays                    | Certification |
| ----------------------- | ------------- |
| Australie (ARIA)        | Platine       |
| Belgique (BEA)          | 2 × Platine   |
| Royaume-Uni (BPI)       | Platine       |
| Allemagne (BVMI)        | Platine       |
| Suède (IFPI)            | Platine       |
| Canada (MC)             | 2 × Platine   |
| États-Unis (RIAA)       | 2 × Platine   |
| Nouvelle-Zélande (RMNZ) | Or            |
| Brésil (PMB)            | Platine       |
| Italie (FIMI)           | 2 × Platine   |